# Sri-lankische Frauen-Cricket-Nationalmannschaft in Indien in der Saison 2013/14
Die Tour der sri-lankischen Cricket-Nationalmannschaft nach Indien in der Saison 2013/14 fand vom 19. bis zum 28. Januar 2014 statt. Die internationale Cricket-Tour war Bestandteil der Internationalen Cricket-Saison 2013/14 und umfasste drei WODIs und drei WTwenty20s. Indien gewann die WODI-Serie mit 3–0, Sri Lanka die WTwenty20-Serie mit 2–1.

## Vorgeschichte
Sri Lanka spielte zuvor eine Tour in Südafrika, für Indien war es die erste Tour der Saison. Es war das erste Aufeinandertreffen der beiden Mannschaften bei einer Tour.

## Stadien
Die folgenden Stadien wurden für die Tour als Austragungsort vorgesehen.
| Stadion                        | Stadt         | Kapazität | Spiele                |
| ------------------------------ | ------------- | --------- | --------------------- |
| ACA-VDCA Cricket Stadium       | Visakhapatnam | 30.000    | 1. – 3. WODI; 3. WT20 |
| Dr PVG Raju ACA Sports Complex | Vizianagaram  | 50.000    | 1. – 2. WT20          |

## Kaderlisten
Indien benannte seine Kader am 13. Januar 2014.
| WODI | WODI | WTwenty20 | WTwenty20 |
| Indien | Sri Lanka | Indien | Sri Lanka |
| --- | --- | --- | --- |
| - Mithali Raj (K) - Ekta Bisht - Soniya Dabir - Anagha Deshpande (wk) - Rajeshwari Gayakwad - Jhulan Goswami - Karu Jain (wk) - Harmanpreet Kaur - Veda Krishnamurthy - Smriti Mandhana - Niranjana Nagarajan - Poonam Yadav - Sneh Rana - Punam Raut - Amita Sharma - Shubhlakshmi Sharma - Gouher Sultana - Vellaswamy Vanitha | - Shashikala Siriwardene (K) - Chamari Atapattu - Chandima Gunaratne - Eshani Lokusuriyage - Lasanthi Madushani - Dilani Manodara (wk) - Yasoda Mendis - Chamari Polgampola - Udeshika Prabodhani - Oshadi Ranasinghe - Deepika Rasangika - Maduri Samuddika - Anushka Sanjeewani (wk) - Sripali Weerakkody | - Mithali Raj (K) - Ekta Bisht - Soniya Dabir - Anagha Deshpande (wk) - Rajeshwari Gayakwad - Jhulan Goswami - Karu Jain (wk) - Harmanpreet Kaur - Veda Krishnamurthy - Smriti Mandhana - Niranjana Nagarajan - Poonam Yadav - Sneh Rana - Punam Raut - Amita Sharma - Shubhlakshmi Sharma - Gouher Sultana - Vellaswamy Vanitha | - Shashikala Siriwardene (K) - Chamari Atapattu - Chandima Gunaratne - Eshani Lokusuriyage - Lasanthi Madushani - Dilani Manodara (wk) - Yasoda Mendis - Chamari Polgampola - Udeshika Prabodhani - Oshadi Ranasinghe - Deepika Rasangika - Maduri Samuddika - Anushka Sanjeewani (wk) - Sripali Weerakkody |

## Tour Matches
| 17. Januar Scorecard | Vizianagaram | Sri Lanka 185 (49.5)          | – | Indien A 174 (47.3) |
|                      |              | Sri Lanka gewinnt mit 11 Runs |   |                     |

## Women’s One-Day Internationals

### Erstes WODI in Visakhapatnam
| 19. Januar Scorecard | Visakhapatnam | Sri Lanka 76 (39.3)          | – | Indien 80-3 (32.3) |
|                      |               | Indien gewinnt mit 7 Wickets |   |                    |

Sri Lanka gewann den Münzwurf und entschied sich als Schlagmannschaft zu beginnen.

### Zweites WODI in Visakhapatnam
| 21. Januar Scorecard | Visakhapatnam | Indien 140 (47.1)            | – | Sri Lanka 143-3 (39.3) |
|                      |               | Indien gewinnt mit 7 Wickets |   |                        |

Indien gewann den Münzwurf und entschied sich als Feldmannschaft zu beginnen.

### Drittes WODI in Visakhapatnam
| 23. Januar Scorecard | Visakhapatnam | Indien 229-5 (50)          | – | Sri Lanka 134 (44) |
|                      |               | Indien gewinnt mit 95 Runs |   |                    |

Sri Lanka gewann den Münzwurf und entschied sich als Feldmannschaft zu beginnen.

## Women’s Twenty20 Internationals

### Erstes WTwenty20 in Vizianagaram
| 23. Januar Scorecard | Vizianagaram | Indien 147-3 (20)               | – | Sri Lanka 148-7 (19.5) |
|                      |              | Sri Lanka gewinnt mit 3 Wickets |   |                        |

Sri Lanka gewann den Münzwurf und entschied sich als Feldmannschaft zu beginnen.

### Zweites WTwenty20 in Vizianagaram
| 26. Januar Scorecard | Vizianagaram | Indien 127-8 (20)         | – | Sri Lanka 118-8 (20) |
|                      |              | Indien gewinnt mit 9 Runs |   |                      |

Sri Lanka gewann den Münzwurf und entschied sich als Feldmannschaft zu beginnen.

### Drittes WTwenty20 in Visakhapatnam
| 28. Januar Scorecard | Visakhapatnam | Indien 117-8 (20)               | – | Sri Lanka 121-4 (18.5) |
|                      |               | Sri Lanka gewinnt mit 6 Wickets |   |                        |

Indien gewann den Münzwurf und entschied sich als Schlagmannschaft zu beginnen.

## Statistiken
Die folgenden Cricketstatistiken wurden bei dieser Tour erzielt.

### WODIs
| WODIs               | WODIs      | WODIs   | WODIs   | WODIs   | WODIs   | WODIs   | WODIs   | WODIs   |
| Batting             | Batting    | Batting | Batting | Batting | Batting | Batting | Batting | Batting |
| Spieler             | Mannschaft | Spiele  | Innings | Runs    | Average | HS      | 100s    | 50s     |
| ------------------- | ---------- | ------- | ------- | ------- | ------- | ------- | ------- | ------- |
| Mithali Raj         | Indien     | 3       | 3       | 169     | –       | 104*    | 1       | 0       |
| Smriti Mandhana     | Indien     | 3       | 3       | 80      | 26,66   | 51      | 0       | 1       |
| Yasoda Mendis       | Sri Lanka  | 3       | 3       | 79      | 26,33   | 56      | 0       | 1       |
| Chamari Polgampola  | Sri Lanka  | 3       | 3       | 49      | 16,33   | 28      | 0       | 0       |
| Anagha Deshpanda    | Indien     | 2       | 2       | 47      | 23,50   | 24      | 0       | 0       |
| Bowling             |            |         |         |         |         |         |         |         |
| Spieler             | Mannschaft | Spiele  | Overs   | Wickets | Average | BBI     | 5W      | 10W     |
| Gouher Sultana      | Indien     | 2       | 18.0    | 8       | 2,37    | 4/4     | 0       | 0       |
| Rajeshwari Gaykawad | Indien     | 3       | 25.4    | 5       | 9,00    | 2/11    | 0       | 0       |
| Poonam Yadav        | Indien     | 1       | 10.0    | 4       | 3,25    | 4/13    | 0       | 0       |
| Sneh Rana           | Indien     | 3       | 23.0    | 4       | 15,75   | 2/37    | 0       | 0       |
| Oshadi Ranisinghe   | Sri Lanka  | 2       | 14.0    | 3       | 21,66   | 2/50    | 0       | 0       |
| Jhulan Goswami      | Indien     | 2       | 24.0    | 3       | 24,33   | 2/16    | 0       | 0       |
| Chandima Gunaratne  | Sri Lanka  | 3       | 28.0    | 3       | 24,66   | 1/16    | 0       | 0       |

### WTwenty20s
| WTwenty20s             | WTwenty20s | WTwenty20s | WTwenty20s | WTwenty20s | WTwenty20s | WTwenty20s | WTwenty20s | WTwenty20s |
| Batting                | Batting    | Batting    | Batting    | Batting    | Batting    | Batting    | Batting    | Batting    |
| Spieler                | Mannschaft | Spiele     | Innings    | Runs       | Average    | HS         | 100s       | 50s        |
| ---------------------- | ---------- | ---------- | ---------- | ---------- | ---------- | ---------- | ---------- | ---------- |
| Shashikali Siriwardene | Sri Lanka  | 3          | 3          | 119        | 59,50      | 52         | 0          | 1          |
| Mithali Raj            | Indien     | 2          | 2          | 79         | 39,50      | 67         | 0          | 1          |
| Chamari Athapaththu    | Sri Lanka  | 3          | 3          | 71         | 23,66      | 40         | 0          | 0          |
| Jhulan Goswami         | Indien     | 3          | 3          | 61         | 30,50      | 37*        | 0          | 0          |
| Harmanpreet Kaur       | Indien     | 3          | 3          | 44         | 22,00      | 40*        | 0          | 0          |
| Bowling                |            |            |            |            |            |            |            |            |
| Spieler                | Mannschaft | Spiele     | Overs      | Wickets    | Average    | BBI        | 5W         | 10W        |
| Udeshika Prabodhani    | Sri Lanka  | 3          | 11.0       | 5          | 9,20       | 2/23       | 0          | 0          |
| Soniya Dabir           | Indien     | 2          | 8.0        | 4          | 12,50      | 2/22       | 0          | 0          |
| Ekta Bisht             | Indien     | 3          | 11.5       | 4          | 14,75      | 3/24       | 0          | 0          |
| Rajeshwari Gayakwad    | Indien     | 3          | 11.0       | 4          | 19,50      | 2/24       | 0          | 0          |
| Shashikala Siriwardene | Sri Lanka  | 1          | 4.0        | 3          | 24,33      | 2/18       | 0          | 0          |